# GtkPerf
GtkPerf ist ein Benchmark-Programm, mit dem die Geschwindigkeit, mit der eine bestimmte Plattform GTK+-Steuerelemente darstellt, gemessen werden kann.